# 남정희
남정희(南貞姬, 1942년 2월 5일 ~ 현재)는 대한민국의 영화 배우이자 연극 배우이다.

## 출연작

### 연극
- 1962년 《심청전》

### 영화
- 1990년 《종자골》
- 1990년 《동춘별곡》
- 1990년 《영구와 땡칠이 3 - 영구 람보》
- 1990년 《반쪽아이들》 ... 동호 모 역
- 1990년 《어둠의 딸》
- 1990년 《호스테스 미스고》
- 1990년 《화대》
- 1991년 《장미 여관》
- 1991년 《웨딩드레스》 ... 중년 부인 역
- 1991년 《별이 빛나는 밤에》 ... 조 여사 역
- 1991년 《밤으로의 긴 여로》
- 1991년 《예수천당》 ... 부인 역
- 1991년 《제3구역》
- 1991년 《낙타는 따로 울지 않는다》
- 1991년 《탑주는 여자》
- 1991년 《장미빛 여자》
- 1991년 《돈아 돈아 돈아》 ... 채권자 역
- 1991년 《외길가게 하소서》
- 1991년 《뽕밭 나그네》
- 1991년 《비너스 여름시》
- 1992년 《인생이 뭐 객관식 시험인가요》
- 1992년 《섬강에서 하늘까지》 ... 영애 모 역
- 1992년 《돌아오라 개구리소년》 ... 영규 모 역
- 1992년 《서울의 달빛》
- 1992년 《영구와 흡혈귀 드라큐라》 ... 마을 사람들 역
- 1992년 《시비시비》 ... 서촌 아낙 역
- 1993년 《오렌지 나라》 ... 영민 모 역
- 1993년 《매춘 3》 ... 현의 모 역
- 1993년 《여자의 일생》
- 1993년 《홧김에》
- 1994년 《키스도 못하는 남자》 ... 중년 여인 역
- 1994년 《태백산맥》
- 1995년 《여자 일기》
- 1995년 《돈을 갖고 튀어라》 ... 시골 주민 2 역
- 1996년 《너에게 받은 흔적》
- 1996년 《축제》 ... 함평누님 역
- 1996년 《에로스 2》
- 1996년 《미지왕》
- 1997년 《창》
- 1998년 《생과부 위자료 청구 소송》 ... 친정 엄마 역
- 2000년 《정》 ... 한씨 역
- 2000년 《춘향전》 ... 아낙 역
- 2000년 《시월애》 ... 은주 모 역
- 2001년 《조폭 마누라》 ... 오뎅 아줌마 역
- 2003년 《사돈》 ... 외할머니 역
- 2004년 《늑대의 유혹》 ... 친할머니 역
- 2004년 《발레교습소》 ... 사돈 할머니 역
- 2004년 《신석기 블루스》 ... 나봉자 역
- 2005년 《녹색의자》 ... 문희 모 역
- 2006년 《도마뱀》 ... 할머니 역
- 2007년 《어깨너머의 연인》 ... 정완 할머니 역
- 2007년 《궁녀》 ... 노 상궁 역
- 2008년 《1724 기방난동사건》 ... 노파 역
- 2009년 《날아라 펭귄》 ... 수경 할머니 역
- 2010년 《된장》 ... 할매 역
- 2012년 《늑대소년》 ... 동석 할머니 역
- 2012년 《내가 살인범이다》 ... 노모 역
- 2021년 《브라더》 ... 용식 모 역

### 드라마
- 1998년 SBS 《로맨스》 ... 강 여사 친구 역
- 2007년 MBC 《히트》 ... 요양원 환자 역
- 2007년 SBS 《칼잡이 오수정》 ... 칼고(고만수)에게 골프 배우는 여자 역
- 2009년 KBS2 《파트너》 ... 재래시장의 상인 역
- 2009년 MBC 《지붕뚫고 하이킥》
- 2010년 SBS 《산부인과》 ... 거제도 주민 할머니 역
- 2010년 SBS 《검사 프린세스》 ... 한명수의 어머니 역
- 2011년 MBC 《반짝반짝 빛나는》 ... 서점에서 책을 찾는 여자 역
- 2011년 MBC 《최고의 사랑》 ... 독고진과 사진 찍은 할머니 역
- 2012년 KBS2 《넝쿨째 굴러온 당신》 ... 전막례의 여동생 역
- 2012년 MBC 《신들의 만찬》 ... 해송장에 대해 아는 여자 역
- 2012년 SBS 《옥탑방 왕세자》 ... 박하가 진안에 머무는 집의 주인할머니 역
- 2012년 tvN 《제3병원》 ... 환자 역
- 2013년 SBS 《주군의 태양》 ... 404호 할머니 귀신 역
- 2013년 MBC 《메디컬 탑팀》 ... 파란병원 입원환자 역
- 2014년 tvN 《응급남녀》 ... 폐암 환자 역
- 2014년 TV조선 《백년의 신부》 ... 박순복 역
- 2014년 SBS 《너희들은 포위됐다》 ... 오희민 어머니 역
- 2014년~2015년 MBC 《전설의 마녀》 ... 고향 어르신 역
- 2014년~2015년 MBC 《오만과 편견》 ... 호정 할머니 역
- 2014년~2015년 SBS 《피노키오》 ... 소방관의 어머니 역
- 2015년 KBS2 《다 잘될 거야》
- 2015년 MBC 《그녀는 예뻤다》 ... 701호 투숙객 역
- 2015년 JTBC 《사랑하는 은동아》
- 2016년 Sohu TV 《마법의 핸드폰》 ... 지희 할머니 역
- 2017년 tvN 《명불허전》
- 2017년 KBS2 《마녀의 법정》 ... 할머니 역
- 2018년 KBS2 《파도야 파도야》
- 2018년 MBC 《검법남녀》 ... 염상구와 같은 동네 사는 할머니 역
- 2019년 OCN 《타인은 지옥이다》
- 2020년 KBS2 《한 번 다녀왔습니다》 ... 심문실 역

## 수상
- 2011년 제48회 대종상 영화제: 특별연기상(여)